# Parafia św. Michała Archanioła w Nowogródku
Parafia św. Michała Archanioła w Nowogródku – rzymskokatolicka parafia znajdująca się w Nowogródku, w diecezji grodzieńskiej, w dekanacie nowogródzkim, na Białorusi.
Kościoły w parafii:
- kościół św. Michała Archanioła w Nowogródku - kościół parafialny przy ul. Adama Mickiewicza, podominikański
- kościół Przemienienia Pańskiego w Nowogródku - rektorat przy ul. 1 maja (dawniej Kowalska); fara  Witoldowa[2]

## Historia
W Nowogródku istniało kilka klasztorów łacińskich: franciszkanów założony przez wielkiego księcia litewskiego Giedymina, dominikanów z I połowy XVII w. fundacji koniuszego wielkiego litewskiego Krzysztofa Chodkiewicza, bonifratrów fundacji podkanclerzego litewskiego Kazimierza Lwa Sapiehy, jezuitów fundacji Moszyńskiego oraz dominikanek (trzy ostatnie fundacje w XVII w.). Wszystkie klasztory przestały istnieć w wyniku kasat w ramach represji władz carskich po powstaniach listopadowym i styczniowym. Zachował się kościół dominikański, który obecnie jest kościołem parafialnym. Ponadto istnieje w Nowogródku kościół farny ufundowany w 1395 przez wielkiego księcia litewskiego Witolda. 31 grudnia 1857 decyzją konsystorza mińskiego funkcję kościoła parafialnego przeniesiono z kościoła Przemienienia Pańskiego na kościół św. Michała Archanioła.
19 marca 1945 w kościele farnym pochowano szczątki 11 sióstr nazaretanek rozstrzelanych przez Niemców 1 sierpnia 1943 w pobliskim lesie i beatyfikowanych przez papieża Jana Pawła II 5 marca 2000. Kościół parafialny został zamknięty przez komunistów w 1948. Zwrócony wiernym w 1992 i przebudowany w 1997.